# Aeroportul Roskilde
Aeroportul Roskilde (IATA: RKE, ICAO: EKRK) este un aeroport din Comuna Roskilde, Regiunea Sjælland, Danemarca ce deservește zona Roskilde. Aeroportul a fost tranzitat în 2022 de 27.641 de pasageri. A fost deschis în 1973 și numit după zona deservită.
Situat la o altitudine de 38 m, aeroportul dispune de o singură pistă.